# Delta (Colombie-Britannique)
Pour les articles homonymes, voir Delta (homonymie).
Delta est une ville (District Municipality) située dans la région de Vancouver dans la province de Colombie-Britannique au Canada, elle fait partie du district régional du Grand Vancouver aussi appelé localement Metro Vancouver. La ville comprend trois communautés distinctes : Ladner, Tsawwassen et Nord Delta.

## Situation
Delta est situé sur la rive sud de l'embouchure du Fraser. Elle est bordée par le fleuve au nord, Surrey à l'est, le détroit de Géorgie à l'ouest, la baie Boundary et les États-Unis (Point Roberts) au sud.

## Chronologie municipale
La ville a été officiellement fondée le 10 novembre 1879 sous le nom de Corporation of Delta.

## Histoire
| 2001   | 2006   | 2011   | 2016    |
| ------ | ------ | ------ | ------- |
| 96 950 | 96 723 | 99 863 | 102 238 |

## Climat
| Mois                                  | jan.      | fév.      | mars      | avril   | mai      | juin    | jui.     | août      | sep.      | oct.      | nov.      | déc.       | année        |
| ------------------------------------- | --------- | --------- | --------- | ------- | -------- | ------- | -------- | --------- | --------- | --------- | --------- | ---------- | ------------ |
| Température minimale moyenne (°C)     | 2,9       | 3,3       | 4,9       | 7,2     | 9,8      | 12,3    | 14       | 14,3      | 12        | 8,9       | 5,5       | 3          | 8,2          |
| Température moyenne (°C)              | 5,1       | 5,8       | 7,7       | 10,4    | 13,4     | 16      | 17,9     | 17,9      | 15,3      | 11,2      | 7,5       | 5,1        | 11,1         |
| Température maximale moyenne (°C)     | 7,2       | 8,2       | 10,5      | 13,5    | 16,8     | 19,6    | 21,7     | 21,5      | 18,4      | 13,4      | 9,5       | 7,1        | 13,9         |
| Record de froid (°C) date du record   | −9,5 1996 | −12 1989  | −4,5 2002 | 0 1998  | 3,5 2002 | 7 1988  | 9,5 1988 | 10 1987   | 6,5 1992  | −1,5 1991 | −9 2006   | −11,5 1990 | −12 2/2/1989 |
| Record de chaleur (°C) date du record | 14,5 1992 | 15,5 1998 | 19 2004   | 23 1998 | 27 2005  | 29 1987 | 31 1988  | 28,5 1990 | 28,5 1987 | 23 2001   | 15,5 1991 | 14,5 2005  | 31 25/7/1988 |
| Précipitations (mm)                   | 134,6     | 80,4      | 78,5      | 67,9    | 52,2     | 42,6    | 30,5     | 28,7      | 39,8      | 101,3     | 145,1     | 125,9      | 927,5        |
| dont neige (cm)                       | 10,4      | 3,3       | 1,6       | 0       | 0        | 0       | 0        | 0         | 0         | 0,3       | 2,4       | 9,6        | 27,6         |
| Nombre de jours avec précipitations   | 18,5      | 14,3      | 15,5      | 14,2    | 11,7     | 9,7     | 6,2      | 5,6       | 6,7       | 15,2      | 18,8      | 18,6       | 155          |
| Nombre de jours avec neige            | 1,6       | 1         | 0,5       | 0       | 0        | 0       | 0        | 0         | 0         | 0,1       | 0,6       | 1,6        | 5,4          |

| Diagramme climatique                                  |            |             |             |             |              |            |              |            |              |             |           |
| J                                                     | F          | M           | A           | M           | J            | J          | A            | S          | O            | N           | D         |
| 7,22,9134,6                                           | 8,23,380,4 | 10,54,978,5 | 13,57,267,9 | 16,89,852,2 | 19,612,342,6 | 21,71430,5 | 21,514,328,7 | 18,41239,8 | 13,48,9101,3 | 9,55,5145,1 | 7,13125,9 |
| Moyennes : • Temp. maxi et mini °C • Précipitation mm |            |             |             |             |              |            |              |            |              |             |           |

## Toponyme
Le nom de la ville provient du delta du Fraser.

## Économie
La ville de Delta est équipée de deux terminaux de transport maritime situés chacun au bout d'une longue digue :
- le Deltaport qui est rattaché au port de Vancouver,
- le terminal Tsawwassen qui est utilisé par BC Ferries.

Elle abrite deux zones industrielles, l'île Annacis et le parc Tilbury.
La ville s'étendant essentiellement sur des terres propices à l'agriculture, le secteur agricole y reste très présent et les fermes bénéficient de la loi relative à la protection des terres agricoles,.

## Jumelages
- Mangalore (Inde) depuis 2010